# Järnvägsgatan, Örnsköldsvik

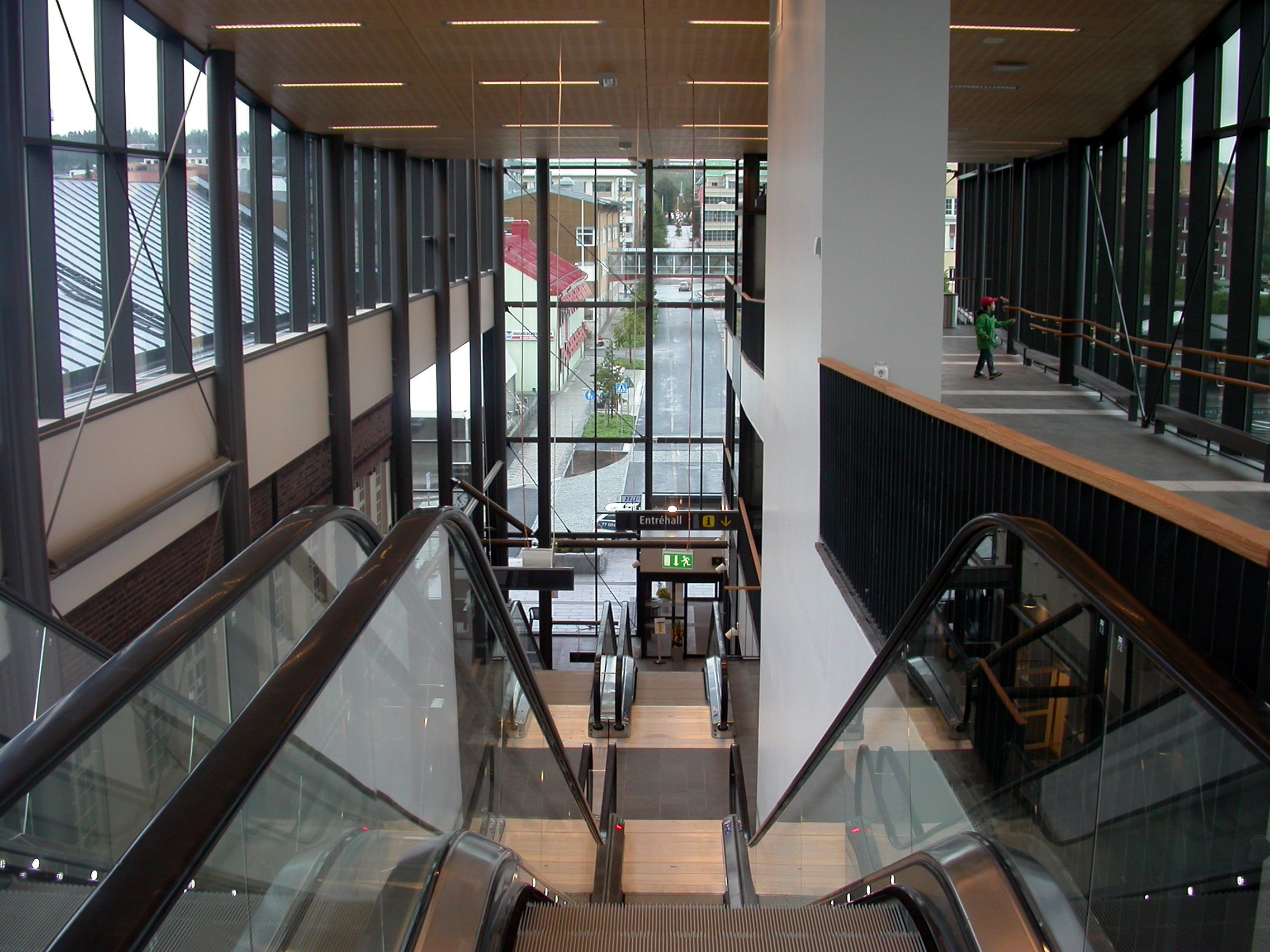
Vy från resecentrum norrut mot Järnvägsgatan.

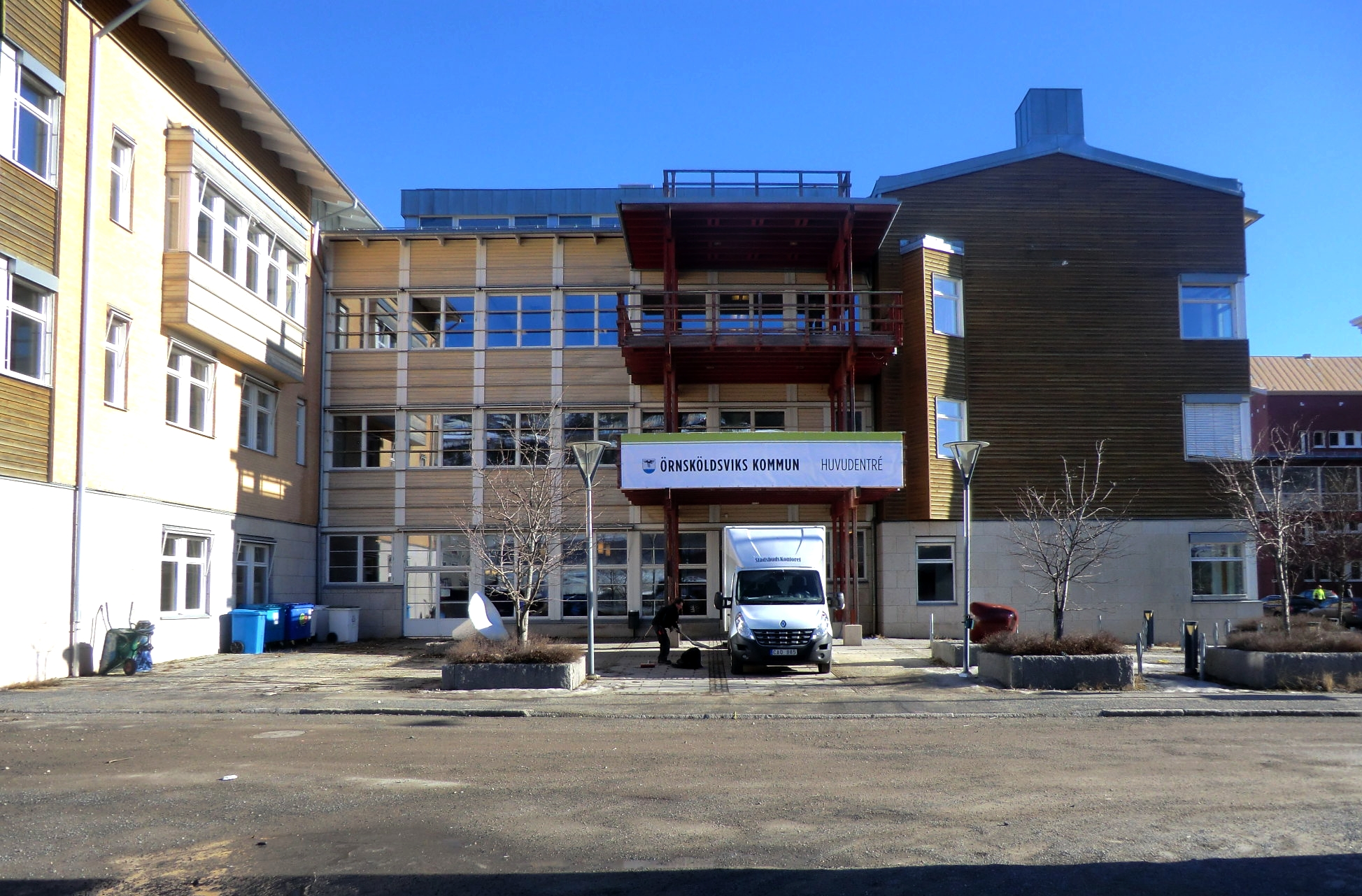
Örnsköldsviks stadshus ligger sedan mars 2015 vid Järnvägsgatan.

Järnvägsgatan är en kort gata i centrala Örnsköldsvik. Gatan har sin utgångspunkt vid Örnsköldsviks centralstation och passerar norrut förbi stadshuset Kronan och Arkenkomplexet. Vid Strandgatan övergår den i andra vägar och är därför inte längre än 200 meter.